# Wilhelm von Saliceto

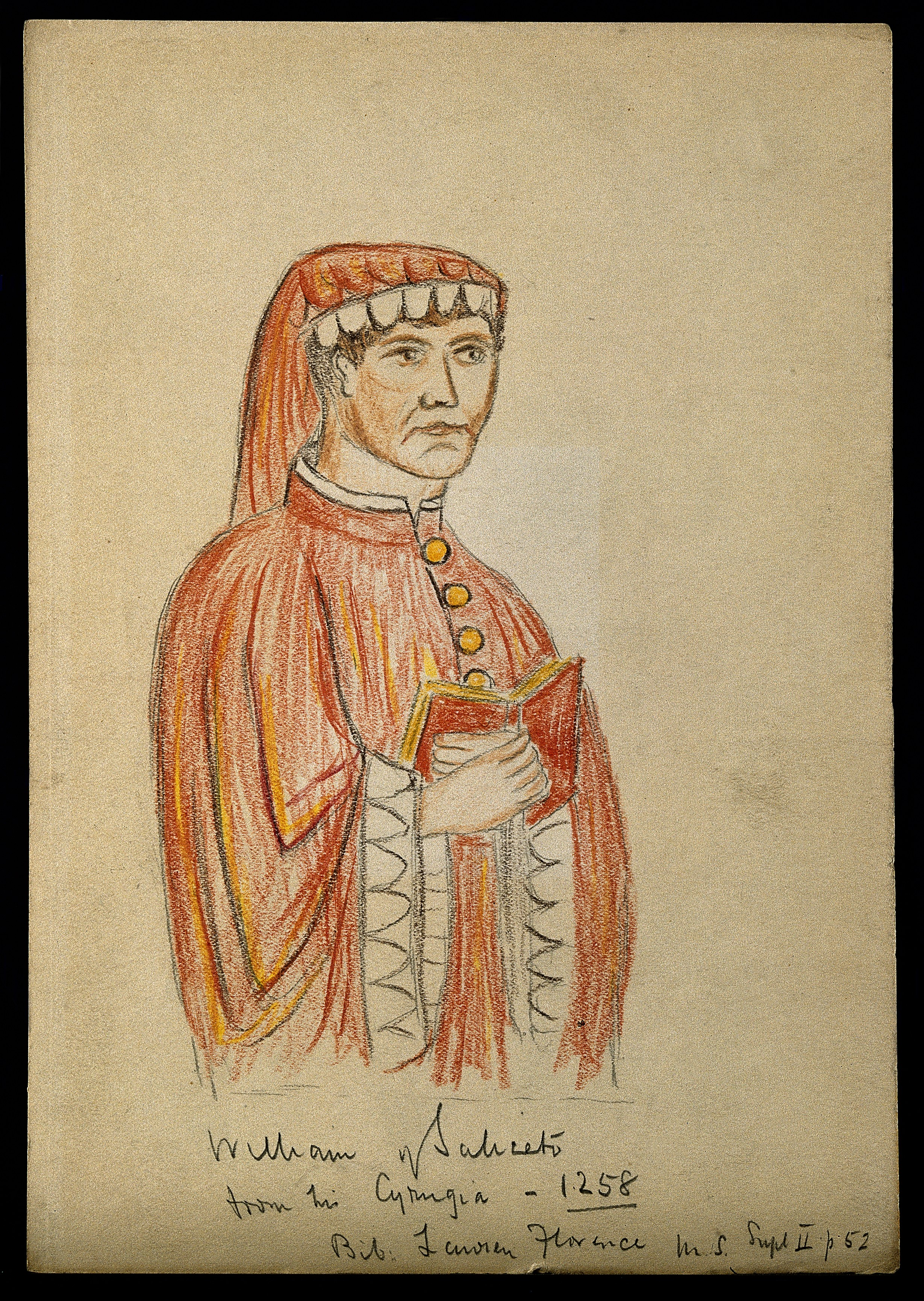
Wilhelm von Saliceto

Wilhelm von Saliceto bzw. Guglielmo da Saliceto, in neuerer Zeit auch Guglielmo da Piacenza, latinisiert Guilielmus (Placentinus) de Saliceto (* [nach] 1210 in Cadeo-Saliceto bei Piacenza; † um 1285 oder um 1277, wahrscheinlich in Verona), war ein lombardischer italienischer Chirurg. Wilhelm war Professor in Bologna und ab 1275 Stadtarzt in Verona.
Seine chirurgische Ausbildung erhielt er bei Ugo Borgognoni (Hugo von Lucca) und Teodorico Borgognoni (Theodorich von Cervia). Kollegialen Kontakt hatte er auch zu Bruno von Longoburgo. Wilhelm von Saliceto und sein Schüler Lanfrank von Mailand waren Wegbereiter der chirurgischen Anatomie.
Wilhelm führte langobardische Tradition und Abulkasim-Rezeption zusammen. Er verfasste bedeutende chirurgische Kasuistiken und beschreibt unter anderem die eine mit gewachstem Faden durchzuführende Kürschnernaht bei Schräg- und Längswunden des Darms. Wilhelm sah eine Schwäche der Leber als wichtigste Ursache für die Entstehung des Aszites an und beschrieb in seiner Summa conservationis et curationis Nierenverhärtungen. Die erste Fassung seiner Chirurgie überreichte er am 8. Juni 1275 Lanfrank von Mailand, der in Bologna sein Schüler gewesen war. Die Disziplin Innere Medizin stellte er in der zweiten Auflage seines Lehrbuchs als der wundärztlichen Praxis untergeordnet dar.
Mit Hugo von Lucca, dessen Sohn Theodorich von Cervia und Roland von Parma hatte Wilhelm die Bologneser Chirurgenschule begründet, zu deren prominenten späteren Vertretern Lanfrank von Mailand zählt.

## Werkausgaben
- Chirurgia
  - Erstdruck Ph. Petri, Venedig 1474
  - G. de Marnerf, Paris 1505 (Digitalisat)
  - Paul Pifteau. Chirurgie de Guillaume de Salicet, achevée en 1275. Saint-Cyprien, Toulouse 1898 (Digitalisat)
- Summa conservationis et curationis
  - Erstdruck Piacenza, anonym 1476
  - Giovanni de' Gregori , Venedig 1489
  - Venedig 1490 (Digitalisat)
  - Venedig 1502 (Digitalisat)
- De salute corporis
  - Erstdruck Utrecht oder Harlem, anonym 1472
  - Godfried Back, Antwerpen 1493 (Digitalisat)
  - Kornelius von Zierikzee, Köln 1500 (Digitalisat)[7]
- Ernst Gurlt: Geschichte der Chirurgie und ihrer Ausübung. 3 Bände. Berlin 1898; Neudruck Hildesheim 1964, Band 1, S. 754–765.
- Karl Sudhoff: Beiträge zur Geschichte der Chirurgie im Mittelalter. 2 Bände, Leipzig 1914/1918 (= Studien zur Geschichte der Medizin. Band 10/12), S. 463–467.